# Amir Ashkenazi
Amir Ashkenazi, född i Israel, är en amerikansk entreprenör. Han är grundare av Switchboard och tidigare VD för Adap.tv, som köptes av AOL för 405 miljoner dollar 2013. Han var med och grundade Adap.tv 2007 och var VD fram till 2014.
Efter försäljningen blev företaget en division av AOL Platforms, där Ashkenazi är chef. Ashkenazi är även grundare av Shopping.com som förvärvades av eBay för 620 miljoner dollar 2005.

## Utbildning
Ashkenazi har studerat ingenjörsvetenskap och datavetenskap vid Tel-Aviv University.